# Micropeplus tesserula
Micropeplus tesserula (лат.) — вид мелких жуков-стафилинид рода Micropeplus из подсемейства Micropeplinae. Северная Америка.

## Распространение
Европа, Канада, Мексика, США. Это один из двух видов рода, распространённых одновременно и в Европе и в Северной Америке.

## Описание
Длина 1,3—1,6 мм, ширина 0,7—0,9 мм. Тело широко-овальное, блестящее, основная окраска от коричневой до почти полностью чёрной. Надкрыльями с продольными рёбрами. Усики 9-члениковые с крупным шаровидной формы последним сегментом. Лапки из 3 члеников. Формула щупиков 4,3. Обитают в подстилочном влажном слое лесов. Предположительно, как и другие сходные группы микропеплин питаются спорами и гифами плесневых грибов. От близких родов Micropeplus и Peplomicrus отличается отсутствием абдоминальных паратергитов. Вид был впервые описан в 1828 году английским энтомологом Джоном Кёртисом (John Curtis; 1791—1862).